# Baia Felice
Baia Felice is een plaats (frazione) in de Italiaanse gemeente Cellole.